# Bernhard Klodt
Bernhard «Berni» Klodt (Gelsenkirchen-Bismarck, República de Weimar, 26 de octubre de 1926-Garmisch-Partenkirchen, Alemania, 23 de mayo de 1996) fue un futbolista alemán que jugaba como delantero.

## Fallecimiento
Murió el 23 de mayo de 1996 de un ataque al corazón y un derrame cerebral, a la edad de 69 años.

## Selección nacional
Fue internacional con la selección de Alemania Federal en 19 ocasiones y convirtió 3 goles. Fue campeón del mundo en 1954. También disputó la Copa del Mundo de 1958, donde el equipo teutón obtuvo el cuarto lugar.

### Participaciones en Copas del Mundo
| Mundial                        | Sede   | Resultado    | Partidos | Goles |
| ------------------------------ | ------ | ------------ | -------- | ----- |
| Copa Mundial de Fútbol de 1954 | Suiza  | Campeón      | 2        | 1     |
| Copa Mundial de Fútbol de 1958 | Suecia | Cuarto lugar | 2        | 0     |

## Clubes
| Club          | País             | Año       |
| ------------- | ---------------- | --------- |
| Schalke 04    | Alemania ocupada | 1943-1948 |
| Horst Emscher | Alemania Federal | 1948-1950 |
| Schalke 04    | Alemania Federal | 1950-1963 |

## Palmarés

### Campeonatos regionales
| Título        | Club       | País             | Año  |
| ------------- | ---------- | ---------------- | ---- |
| Oberliga West | Schalke 04 | Alemania Federal | 1951 |
| Oberliga West | Schalke 04 | Alemania Federal | 1958 |

### Campeonatos nacionales
| Título            | Club       | País             | Año  |
| ----------------- | ---------- | ---------------- | ---- |
| Campeonato alemán | Schalke 04 | Alemania Federal | 1958 |

### Copas internacionales
| Título                 | Selección        | Sede  | Año  |
| ---------------------- | ---------------- | ----- | ---- |
| Copa Mundial de Fútbol | Alemania Federal | Suiza | 1954 |

### Distinciones individuales
| Distinción                     |
| ------------------------------ |
| Anillo de Honor del Schalke 04 |

## Condecoraciones
| Distinción                  | Año  |
| --------------------------- | ---- |
| Laurel de Plata             | 1954 |
| Anillo de Honor de Alemania | ?    |